# Vasco Núñez de Balboa

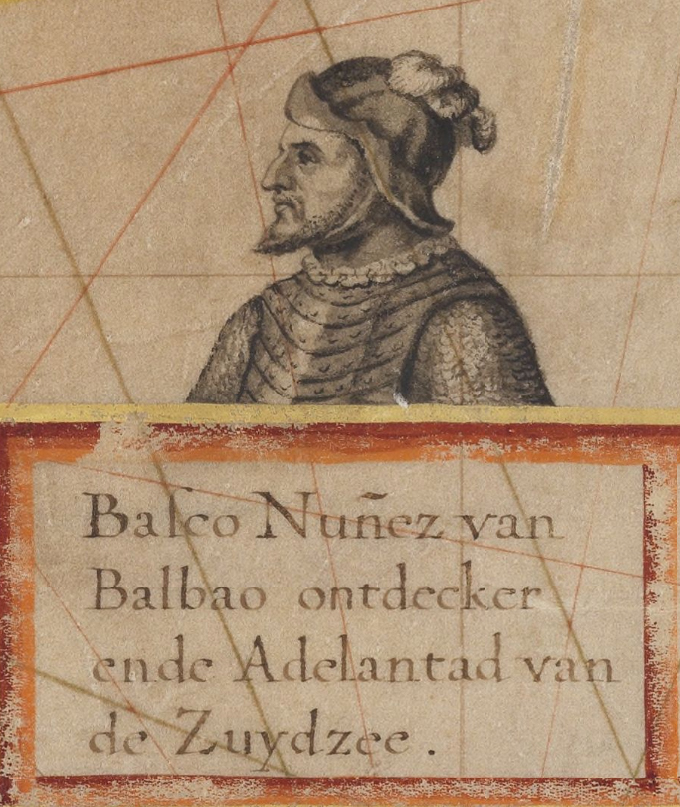
Vasco Núñez de Balboa (Hessel Gerritsz, 1622). De schrijfwijze Basco is normaal, er is in het Spaans geen uitspraakverschil tussen V en B.

Vasco Núñez de Balboa (Jerez de los Caballeros (Spanje), 1475 – Acla (Panama), 21 januari 1519) was een Spaanse conquistador, stichter van de kolonie te Darién in het huidige Panama en van de eerste Spaanse stad op het Amerikaanse continent, de Tierra Firme (1510), en leider van de eerste expeditie die de Grote Oceaan vanuit het oosten bereikte.
Balboa voer in 1500 met Rodrigo de Bastidas naar de Nieuwe Wereld. Op deze expeditie werd de kust van Colombia en Panama verkend. Daarna vestigde hij zich als planter op Hispaniola. Hij raakte echter diep in de schulden en vluchtte in 1510 als verstekeling aan boord van een schip van Martín Fernández de Enciso dat was uitgezonden om de jonge kolonie San Sebastián bij de Golf van Urabá (in Colombia) te ondersteunen. De kolonie was echter al opgegeven, en bovendien raakten de materialen verloren in een schipbreuk. Balboa leidde een opstand tegen Encisco, nam de leiding over, en stichtte een nieuwe kolonie, Darién, aan de westelijke oever van de golf.
Balboa slaagde erin de kolonisten het gezag van zowel Encisco als Diego de Nicuesa, die later als gouverneur naar Darién werd gezonden, niet te laten accepteren, en werd de facto leider van de kolonie. De kolonie en Balboa zelf voeren wel bij zijn politiek - hij sloot vrede met de indianen die daartoe bereid waren, en onderwierp de anderen, daarbij veel oorlogsbuit nemend.

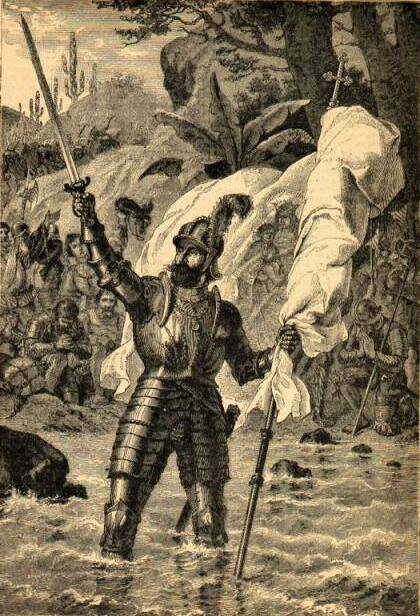
Balboa eist de Zuidzee op voor de Spaanse koning (19e-eeuwse geromantiseerde tekening)

Balboa hoorde van een grote zee die aan de overkant van de bergen zou liggen, en een rijk land (het Incarijk in Peru) verder zuidelijk. In september 1513 voer hij naar Guna Yala (vroeger San Blas) (een gelukkige keuze, daar het juist op het smalste punt van de landengte van Panama ligt), en stak Panama over. Hij bereikte de Grote Oceaan bij de Golf van San Miguel op 29 september en nam deze in bezit voor Spanje. Hij noemde hem Mar del Sur (Zuidzee), omdat hij de oceaan vanaf dat punt alleen naar het zuiden kon zien. In januari 1514 kwam hij terug in Darién.
Daar kreeg hij te maken met Pedrarias de Ávila, die als gouverneur naar Darién was gezonden. Hoewel Balboa zich niet openlijk tegen Ávila keerde, was er een duidelijke spanning tussen de twee mannen.
Balboa stak opnieuw Panama over, en bouwde schepen aan de Pacifische kust. Ávila echter was jaloers op Balboa's populariteit, en bang dat deze aan de zuidkust een onafhankelijke regering wilde vormen, liet Balboa arresteren op verdenking van verraad, en op 21 januari 1519 werd Balboa onthoofd.
De kolonie in Darién zou spoedig weer in verval raken. De meeste inwoners vertrokken naar een nieuwe kolonie die Ávila aan de Pacifische kust had gesticht, en in 1524 werd de kolonie door indianen verwoest en vervolgens verlaten.
Panama eerde de veroveraar door een ridderorde, de Orde van Vasco Núñez de Balboa, naar hem te noemen.